# Arroyo Sarandí de Barcelo
Der Arroyo Sarandí de Barcelo ist ein kleiner Flusslauf im Osten Uruguays.
Der 29 km lange, im Departamento Cerro Largo verlaufende Fluss entspringt in der Cuchilla de Mangrullo und mündet in den Río Yaguarón. Er gehört zum Einzugsgebiet der Laguna Merín.